# Eileen Ryan
Eileen Ryan all'anagrafe Eileen Rose Annucci (New York, 16 ottobre 1927 – Malibù, 9 ottobre 2022) è stata un'attrice statunitense.

## Biografia
Nacque in una famiglia cattolica di origini italo-irlandesi, figlia dell'infermiera Rose Isabel Ryan e del dentista Amerigo Giuseppe Annucci.
Durante la sua carriera d'attrice recitò principalmente in serie televisive, tra cui Ai confini della realtà (1960), I detectives (1960-1961) e Bonanza (1961-1972), e a film per il piccolo schermo.
Dagli anni ottanta apparve frequentemente sugli schermi cinematografici, recitando con i figli Chris e Sean in A distanza ravvicinata (1986). Tra gli altri film a cui partecipò, sono da ricordare Parenti, amici e tanti guai (1989), Magnolia (1999), La mia adorabile nemica (1999), oltre a diverse pellicole in cui il figlio Sean fu interprete o regista, come Tre giorni per la verità (1995), Mi chiamo Sam (2001), The Assassination (2004) e Tutti gli uomini del re (2006).

## Vita privata
Eileen Ryan fu moglie del regista Leo Penn, morto nel 1998, e madre degli attori Chris (morto nel 2006 a 40 anni per una cardiomiopatia) e Sean Penn, nonché del cantante Michael Penn.

## Filmografia parziale

### Cinema
- A distanza ravvicinata (At Close Range), regia di James Foley (1986)
- Berlino - Opzione zero (Judgment in Berlin), regia di Leo Penn (1988)
- Gente del Nord (Winter People), regia di Ted Kotcheff (1989)
- Parenti, amici e tanti guai (Parenthood), regia di Ron Howard (1989)
- Lupo solitario (The Indian Runner), regia di Sean Penn (1991)
- Benny & Joon, regia di Jeremiah S. Chechik (1993)
- Tre giorni per la verità (The Crossing Guard), regia di Sean Penn (1995)
- La mia adorabile nemica (Anywhere but Here), regia di Wayne Wang (1999)
- Magnolia, regia di Paul Thomas Anderson (1999)
- La promessa (The Pledge), regia di Sean Penn (2001)
- Mi chiamo Sam (I Am Sam), regia di Jessie Nelson (2001)
- Arac Attack - Mostri a otto zampe (Eight Legged Freaks), regia di Ellory Elkayem (2002)
- The Assassination (The Assassination of Richard Nixon), regia di Niels Mueller (2004)
- Feast, regia di John Gulager (2005)
- Tutti gli uomini del re (All the King's Men), regia di Steven Zaillian (2006)
- Mother and Child, regia di Rodrigo García (2009)

### Televisione
- I detectives (The Detectives) – serie TV, episodi 1x24-3x09 (1960-1961)
- Ai confini della realtà (The Twilight Zone) – serie TV, episodio 1x23 (1960)
- June Allyson Show (The DuPont Show with June Allyson) – serie TV, episodio 2x24 (1961)
- Avventure in paradiso (Adventures in Paradise) – serie TV, episodio 3x13 (1961)
- Outlaws – serie TV, episodio 2x09 (1961)
- Ben Casey – serie TV, episodio 1x18 (1962)
- Bonanza – serie TV, episodio 14x13 (1972)
- E.R. - Medici in prima linea (ER) – serie TV, 1 episodio (1996)
- Ally McBeal - serie TV, episodio 2x11 (1999)
- Grey's Anatomy – serie TV, episodio 2x11 (2014)

## Doppiatrici italiane
Nelle versioni in italiano delle opere in cui ha recitato, Eileen Ryan è stata doppiata da:
- Rosetta Calavetta in Ai confini della realtà
- Germana Dominici ne La mia adorabile nemica
- Franca Lumachi in Private Practice
- Graziella Polesinanti in Grey's Anatomy